# ديفيد جاكسون (سياسي)
ديفيد جاكسون هو سياسي كندي، ولد في 7 مارس 1852، وتوفي في 19 ديسمبر 1925 في فانكوفر في كندا. حزبياً، نشط في Manitoba Liberal Party ‏.